# 29기 왕위전
29기 왕위전은 중앙일보가 주최하고 한국기원 소속 전문기사로 참가한 국내 기전이다. 도전 7번기 에서는 왕위 유창혁 六단이 도전자 조훈현 九단을 4:3으로 꺾고 왕위 4연패를 달성했다.

## 도전 7번기
| 결승전 |                     |   |  |  |  |  |
|        |                     |   |  |  |  |  |
|        |                     |   |  |  |  |  |
|        | 유창혁 六단(왕위)   | 4 |  |  |  |  |
|        | 조훈현 九단(도전자) | 3 |  |  |  |  |

## 대국 결과

### 예선
- 굵은 글씨는 대국 결과 중에서 공배를 메워 계가한 것을 기준으로 한다

| 대진         | 연도   | 대국일자 | 승자            | 패자        | 결과                 | 기보 |
| ------------ | ------ | -------- | --------------- | ----------- | -------------------- | ---- |
| 예선결승 1국 | 1994년 | 6월 10일 | 이상훈(小) 二단 | 양재호 八단 |                      |      |
| 예선결승 2국 | 1994년 | 6월 11일 | 윤성현 五단     | 최명훈 三단 |                      |      |
| 예선결승 3국 | 1994년 | 6월 11일 | 허장회 七단     | 김영환 三단 | 267수 끝, 흑 3집반승 |      |
| 예선결승 4국 | 1994년 | 6월 13일 | 장수영 九단     | 문용직 四단 |                      |      |

### 본선
- 굵은 글씨는 대국 결과 중에서 공배를 메워 계가한 것을 기준으로 한다

| 대진          | 연도   | 대국일자  | 승자            | 패자            | 결과              | 기보 |
| ------------- | ------ | --------- | --------------- | --------------- | ----------------- | ---- |
| 본선리그 1국  | 1994년 | 7월 12일  | 이창호 七단     | 이상훈(小) 二단 | 209수 흑 불계승   |      |
| 본선리그 2국  | 1994년 | 7월 22일  | 허장회 七단     | 서봉수 九단     | 286수 흑 반집승   |      |
| 본선리그 3국  | 1994년 | 8월 13일  | 조훈현 九단     | 장수영 九단     | 127수 흑 불계승   |      |
| 본선리그 4국  | 1994년 | 8월 26일  | 최규병 七단     | 윤성현 五단     | 235수 백 4집반승  |      |
| 본선리그 5국  | 1994년 | 9월 5일   | 이창호 七단     | 허장회 七단     | 236수 흑 5집반승  |      |
| 본선리그 6국  | 1994년 | 9월 13일  | 서봉수 九단     | 이상훈(小) 二단 | 188수 백 불계승   |      |
| 본선리그 7국  | 1994년 | 9월 26일  | 장수영 九단     | 최규병 七단     | 147수 흑 불계승   |      |
| 본선리그 8국  | 1994년 | 10월 4일  | 조훈현 九단     | 윤성현 五단     | 115수 흑 불계승   |      |
| 본선리그 9국  | 1994년 | 10월 6일  | 최규병 七단     | 허장회 七단     | 233수 흑 불계승   |      |
| 본선리그 10국 | 1994년 | 10월 10일 | 이창호 七단     | 장수영 九단     | 118수 백 불계승   |      |
| 본선리그 11국 | 1994년 | 11월 1일  | 조훈현 九단     | 이상훈(小) 二단 | 248수 백 불계승   |      |
| 본선리그 12국 | 1994년 | 11월 11일 | 서봉수 九단     | 윤성현 五단     | 245수 흑 반집승   |      |
| 본선리그 13국 | 1994년 | 11월 28일 | 최규병 七단     | 이상훈(小) 二단 | 211수 흑 불계승   |      |
| 본선리그 14국 | 1994년 | 11월 29일 | 서봉수 九단     | 윤성현 五단     | 183수 흑 불계승   |      |
| 본선리그 15국 | 1994년 | 12월 17일 | 이창호 七단     | 장수영 九단     | 164수 백 불계승   |      |
| 본선리그 16국 | 1994년 | 12월 26일 | 조훈현 九단     | 허장회 七단     | 286수 백 15집반승 |      |
| 본선리그 17국 | 1995년 | 1월 4일   | 윤성현 五단     | 장수영 九단     | 175수 흑 불계승   |      |
| 본선리그 18국 | 1995년 | 1월 13일  | 이상훈(小) 二단 | 허장회 七단     | 247수 흑 3집반승  |      |
| 본선리그 19국 | 1995년 | 2월 2일   | 조훈현 九단     | 서봉수 九단     | 265수 백 반집승   |      |
| 본선리그 20국 | 1995년 | 2월 16일  | 이창호 七단     | 최규병 七단     | 200수 백 불계승   |      |
| 본선리그 21국 | 1995년 | 2월 16일  | 이상훈(小) 二단 | 장수영 九단     | 130수 백 불계승   |      |
| 본선리그 22국 | 1995년 | 2월 17일  | 윤성현 五단     | 허장회 七단     | 300수 백 8집반승  |      |
| 본선리그 23국 | 1995년 | 3월 11일  | 조훈현 九단     | 최규병 七단     | 269수 흑 불계승   |      |
| 본선리그 24국 | 1995년 | 3월 28일  | 허장회 七단     | 장수영 九단     | 300수 백 2집반승  |      |
| 본선리그 25국 | 1995년 | 3월 28일  | 이창호 七단     | 서봉수 九단     | 229수 흑 2집반승  |      |
| 본선리그 26국 | 1995년 | 3월 31일  | 윤성현 五단     | 이상훈(小) 二단 | 277수 흑 불계승   |      |
| 본선리그 27국 | 1995년 | 4월 6일   | 서봉수 九단     | 최규병 七단     | 170수 백 불계승   |      |
| 본선리그 28국 | 1995년 | 4월 18일  | 조훈현 九단     | 이창호 七단     | 210수 백 불계승   |      |
| 도전 1국      | 1995년 | 5월 2일   | 유창혁 六단     | 조훈현 九단     | 246수 흑 2집반승  |      |
| 도전 2국      | 1995년 | 5월 12일  | 유창혁 六단     | 조훈현 九단     | 228수 백 불계승   |      |
| 도전 3국      | 1995년 | 5월 25일  | 조훈현 九단     | 유창혁 六단     | 269수 백 반집승   |      |
| 도전 4국      | 1995년 | 6월 8일   | 조훈현 九단     | 유창혁 六단     | 189수 흑 불계승   |      |
| 도전 5국      | 1995년 | 6월 14일  | 유창혁 六단     | 조훈현 九단     | 258수 흑 2집반승  |      |
| 도전 6국      | 1995년 | 6월 22일  | 조훈현 九단     | 유창혁 六단     | 131수 흑 불계승   |      |
| 도전 7국      | 1995년 | 7월 6일   | 유창혁 六단     | 조훈현 九단     | 345수 백 3집반승  |      |

1. ↑  공배 메운 수까지 356수